# 若杉亨
若杉 亨（わかすぎ とおる、6月18日 - ）は、株式会社シグマ・セブン所属の男性声優。

## プロフィール
- 趣味は映画鑑賞、音楽、スポーツ、ゲーム、電気屋巡り。
- 特技は柔道、ドラム。
- 北海道出身で、北海道弁を話す。[1]

## 主な出演作品
- 「ザ・世界仰天ニュース」や「行列のできる法律相談所」、「幸せ！ボンビーガール」、「所さんの学校では教えてくれないそこんトコロ！」などでナレーターを務める。
- AbemaTVで平日22：00∼23：30に放送された、「声優と夜あそび2020」の月曜日枠のコーナー「Re:味深」でナレーションを務めた。